# Ginnastica ai Giochi della XXVIII Olimpiade - Cavallo

## Finale
| Posiz | Ginnasta                     | Valore Partenza | Ucraina (bandiera) | Bulgaria (bandiera) | Grecia (bandiera) | Corea del Sud (bandiera) | Georgia (bandiera) | Francia (bandiera) | Penalità | Totale |
| ----- | ---------------------------- | --------------- | ------------------ | ------------------- | ----------------- | ------------------------ | ------------------ | ------------------ | -------- | ------ |
|       | Haibin Teng Cina             | 10.00           | 9.85               | 9.90                | 9.85              | 9.80                     | 9.80               | 9.85               | —        | 9.837  |
|       | Marius Daniel Urzică Romania | 10.00           | 9.85               | 9.85                | 9.85              | 9.80                     | 9.80               | 9.80               | —        | 9.825  |
|       | Takehiro Kashima Giappone    | 10.00           | 9.80               | 9.75                | 9.75              | 9.80                     | 9.80               | 9.80               | —        | 9.787  |
| 4     | Huang Xu Cina                | 10.00           | 9.80               | 9.75                | 9.75              | 9.80                     | 9.80               | 9.75               | —        | 9.775  |
| 5     | Victor Cano Spagna           | 10.00           | 9.80               | 9.80                | 9.80              | 9.70                     | 9.65               | 9.75               | —        | 9.762  |
| 6     | Paul Hamm Stati Uniti        | 10.00           | 9.75               | 9.75                | 9.75              | 9.65                     | 9.70               | 9.75               | —        | 9.737  |
| 7     | Runar Alexandersson Islanda  | 10.00           | 9.65               | 9.75                | 9.75              | 9.70                     | 9.70               | 9.75               | —        | 9.725  |
| 8     | Hiroyuki Tomita Giappone     | 9.80            | 9.00               | 9.05                | 9.10              | 9.10                     | 9.10               | 9.00               | —        | 9.062  |